# Hemiteles albipalpis
Hemiteles albipalpis là một loài tò vò trong họ Ichneumonidae.